# Pavel Kristián z Koldína
Pavel Kristián z Koldína (1530 Klatovy – 11. ledna 1589 Praha) byl český právník. Proslavil se zejména vytvořením soupisu městského práva Práva městská království českého.

## Život
Jeho otcem byl zámožný klatovský měšťan Matěj Křesťan. Pavel Koldín pobyl v letech 1548–1549 na fakultě artistické v Praze. Roku 1550 složil bakalářskou zkoušku a v roce 1552 se stal mistrem svobodných umění. Současně byl ustanoven rektorem na škole u kostela sv. Jindřicha a vstoupil do literární společnosti, ve které se pěstovalo latinské básnictví. Jeho silné stránky ale byly jinde.
Od Ferdinanda I. získal erb a přídomek z Koldína (stejně jako později jeho bratr Jan) a současně Koldín přešel na universitu jako kollegiát Karlovy koleje. Roku 1561 byl zvolen děkanem a roku 1563 opustil vysoké učení a stal se písařem na Novém Městě pražském. Získal tehdy také právo městské na Starém Městě, kde na Staroměstském náměstí koupil Domináčkovský dům, v němž bydlel až do smrti.
Oženil se celkem třikrát: roku 1563 s Magdalenou Žipanskou, roku 1575 s Martou Kulíškovou, se kterou měl dceru Ludmilu, a roku 1588 s Annou z Pereftu), a nabýval stále většího majetku v Praze. Počátkem roku 1565 se uvázal v úřad kancléřství na Starém Městě a od té doby měl velký vliv ve věcech veřejných. V úřadě kancléřství staroměstského zůstal do roku 1584. Patřil k nejbohatším měšťanům pražským (jeho majetek se rozmnožil o pět pražských domů a o ves Martinice na Břežicku). Zemřel 11. ledna 1589 a pochován je v kostele sv. Mikuláše na Starém Městě. Po jeho smrti nastaly dlouhé pře o pozůstalost a o platnost posledního pořízení.

## Zákoník městský
Vystupoval jménem městského stavu nebo Pražanů a rada mu dokonce svěřila vypracování zákoníka městského práva, jehož osnovu roku 1569 předložil. Zákoník obsahoval právní předpisy, které v podstatě upravovaly veškerý život obyvatel města i jeho správu a soudnictví. Spor mezi Litoměřicemi, které předložilo protinávrh vycházející z práva magdeburského, a Starým Městem pražským však královské potvrzení a sankcionování nového zákoníku zpozdil o 10 let. Přes postoj měst magdeburské oblasti Rudolf II. roku 1579 zákoník schválil a sankcionoval, následujícího roku apelační soud uznal zákoník za závazný pro soudní praxi. Platnost kodifikace byla zpočátku omezena jen na Čechy, teprve roku 1680 byla uvedena na Moravu jako subsidiární a roku 1697 jako jediný zákoník městského práva.
Už v roce 1579 se Koldín rozhodl napomoci rozšíření svého díla vydáním krátké Summy, která vyšla roku 1581. V této zkrácené podobě se Koldínova kodifikace těšila veliké oblibě a byla také přeložena pod názvem Das böhmische Stadtrecht i do němčiny (roku 1583 sestavil Koldín podobný výtah ze zřízení zemského z roku 1564, tato summa však byla dekretem české kanceláře zakázaná). Koldínovým dílem český právní život získal mimořádně cenný příspěvek. Zákoník byl formulován výbornou češtinou a jeho ustanovení sestavena do přehledného systému. Se zdarem obohatil svou práci prvky z římského práva upraveného k domácím účelům, hojně použil také zemského práva a sněmovních usnesení.

## Zajímavost
Jméno Pavla Kristiána bylo umístěno pod okny Národního muzea v Praze spolu s mnoha dalšími, viz Dvaasedmdesát jmen české historie.